# أناباي (راز)
أناباي (بالفارسية: انابای) هي مستوطنة تقع في إيران في قسم راز الريفي. يقدر عدد سكانها بـ 86 نسمة بحسب إحصاء 2016.